# Bimoba (Sprache)
Bimoba wird in den Distrikten Bunkpurugu-Yunyoo, und Saboba/Chereponi der Region Northern Ghanas von ca. 120.000 Sprechern verwendet.
Alternative Namen sind Moar und Moor. Bimoba ist verwandt mit dem Moba in Togo.